# Basilisa Tarrios y Uriondo
Basilisa Tarrios y Uriondo (Vitoria, siglo XIX) fue una fotógrafa española y la primera mujer en dedicarse a la fotografía de manera profesional en Vitoria.

## Biografía
Basilisa Tarrios estuvo casada con el fotógrafo Ruperto Zaldúa. Este, junto a su tío Pablo Bausac, habían abierto un estudio de fotografía en la calle San Antonio, n.º 21, dándose a conocer en este negocio como “Bausac y sobrino”.

### Trayectoria profesional
Pablo Bausac volvió a Vitoria y reabrió su academia de pintura en 1879, según se refleja en los anuncios de la prensa. Esta reapertura fue breve ya que Pablo falleció el 20 de junio de 1880 y el 28 de diciembre de ese mismo año falleció también su sobrino Ruperto Zaldúa. Basilisa asumió el funcionamiento del estudio fotográfico bajo la firma de Viuda de Zaldua, lo que la convirtió en la primera fotógrafa profesional conocida de Vitoria.

## Reconocimientos
- En 2022, el Ayuntamiento de Vitoria puso su nombre al parque de Aranbizkarra: “Parque de Basilia Tarrios Uriondo”. Fue uno de los nombres propuestos por la iniciativa popular como merecedora de un espacio público.[4]